# Ramiro Arango
Pour les articles homonymes, voir Arango.
Ramiro Arango est un peintre né le 12 août 1946 à Medellín, en Colombie, naturalisé français et vivant à Paris.

## Biographie
Diplômé en économie, Ramiro Arango exerce d'abord quelque temps comme économiste en Colombie. Ce n'est qu'à l'âge de 27 ans, en 1975, alors qu'il n'a encore jamais touché un pinceau, qu'il décide de partir pour la France, afin de s'inscrire aux Beaux-Arts de Paris, où il sera diplômé trois ans plus tard, en 1978.
Dès lors, il commence à peindre (natures mortes, scènes inspirées de la peinture classique…). Dans ses œuvres, les personnages sont remplacés par des récipients (cafetières, calebasses…) — par ex. dans la série des « Ménines » —, des courges, des coloquintes, voire des poporos,, — L'Enterrement du comte d'Orgaz (2000).

## Œuvres

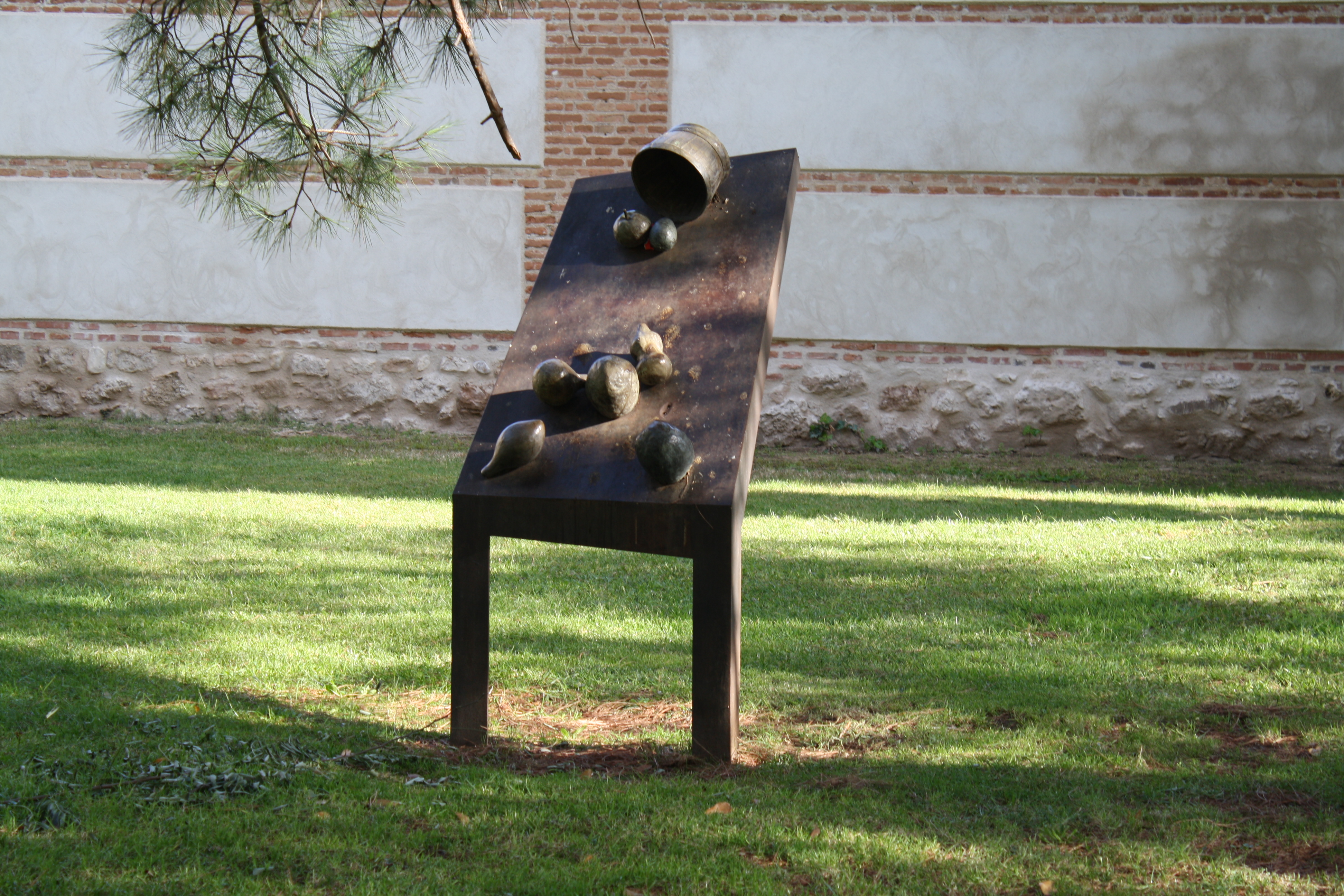
Alcalá de Henares, musée de sculpture en plein air, Madrid.

- La Dernière Crucifixion, huile sur toile (triptyque), 27 x 50 cm, 1997
- Les Ménines, huitième conversation, huile sur toile, 130 x 195 cm, 1999
- La Madona de La Sierra, huile sur toile, 130 x 97 cm, 2000
- Réunion de ministres en Amérique Latine, huile sur toile, 130 x 195 cm, 2000
- La Baigneuse, pastel sur toile, 120 x 92 cm, 2003
- Les Ménines, Huitième conversation, huile sur toile, 162 x 130 cm, 2000
- Couronnement, huile sur toile, 146 x 114 cm, 2001
- Danaé, huile sur toile, 97 x 130 cm, 2001
- Enterrement du comte d'Orgaz, pastel sur toile, 170 x 140 cm, 2001
- La Cène, huile sur toile, 97 x 162 cm, 2002
- La Grande Odalisque, pastel sur toile, 102 x 132 cm, 2003

## Principales expositions
- Salle Saint-Jean, Hôtel de ville de Paris, 1981[8]
- Espace culturel du consulat général de Colombie, Paris, 1995
- Fel Gallery, Singapour, 1995
- Centre culturel Avianca, « De Paris à Barranquilla », Barranquilla, Colombie, 1995
- Salle des congrès Art et Paix, hôtel de ville de Nanterre, 1995
- Espace culturel du consulat général de Colombie, Miami, 1996
- Palais des Congrès, Royan, 1996
- Galerie Sans Frontières, Beyrouth, 1996
- Galerie Nexus, Buenos Aires, 1996
- Prix international d'art contemporain de Monte-Carlo, salle des arts, Sporting d'Hiver, Monaco, 1997
- Figuration critique, Toit de la Grande Arche de la Défense, Paris-La Défense, 1997
- Figuration critique, Espace Branly-Eiffel, Paris, 1997
- Art latino-américain, université d'Essex, Grande Bretagne, 1998[9],[10],[11]
- Galerie de Nesle Salon d'Art Latino-Américain, Paris, 1998
- Collection d'art latino-américain de l'université d'Essex, Grande Bretagne ; Maison d'Amérique, Madrid, 1999
- Biennale d'art latino-américain, toit de la Grande Arche, Paris-La Défense, 1999
- Artistes colombiens à Paris, Maison de l'UNESCO, Paris, 2000
- Les nouveaux pastellistes, im Kleinen Haus - Delmenhorst Foyer, Allemagne, 2000
- Fondation nationale des arts graphiques et plastiques, Paris, 2005[12]